# 安德拉諾齊米西亞馬盧納河
12°28′00″S 49°21′20″E / 12.46667°S 49.35556°E

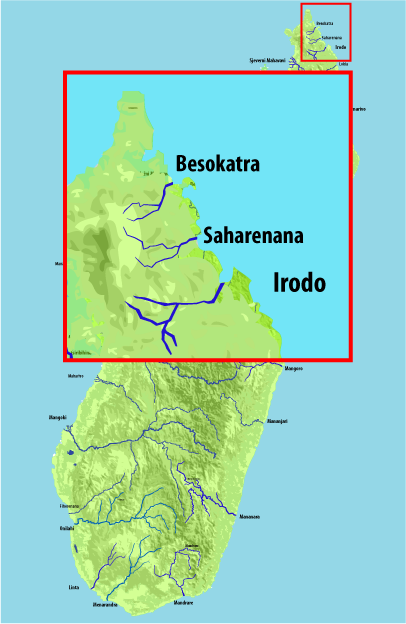

安德拉諾齊米西亞馬盧納河，是馬達加斯加的河流，位於該國北部，由第亞那區負責管轄，河道全長51公里，流域面積60平方公里，最終注入薩哈雷納納河。